# Asajj Ventress
Asajj Ventress a Csillagok háborúja elképzelt univerzumának egyik szereplője.

## Leírása
Asajj Ventress a dathomiri Éjnővérek klánjába tartozó sith orgyilkos. Magassága 1,8 méter és testtömege 60 kilogramm. A hajszíne eredetileg barna volt, viszont ezüstös-szőkére megfestette; azonban főleg leborotvált fejjel ismerjük. Bőrszíne fehéres, sápadt; szemszíne kék. Külsőre igen hasonlít a rattataki rattatakokhoz, akik körében nőtt fel. A fején tetoválások láthatók.

## Élete
Ventress eredetileg rattataki származásúnak volt tervezve. Élettörténetének első változatában szüleit megölik, őt magát Ky Narec jedi mester menti meg. Azonban a „Star Wars: A klónok háborúja” című televíziós sorozat megjelenésével, egy újabb negatív szereplőt kellett keresni, aki Dooku gróf jobbkezeként tevékenykedjen. Ily módon Asajj Ventress életét, életének történetét és származását retcon jelleggel átírták.
Az új elképzelés szerint Ventress a Dathomiron élő Éjnővérek klánjába született, azonban kislánykorában rabszolgasorsra került. Asajj Ventress édesanyja klánjának védelméért kénytelen volt odaadni lányát a siniteen fajba tartozó Hal'Stednek, aki elvitte Ventresst Rattatakra és rabszolgaként tartotta. Hal'Stedted később megölik a weequayok. Így Ventress Ky Narec jedi mester padawánjává válik. Miután mesterét is megölik, Asajj Ventress nem fojtja vissza haragját, hanem mesternének fénykardjával megtanulja az úgynevezett Jar'Kai kardforgató stílust. Ezután megbosszulja Ky Narec halálát, megölve a rattataki hadurakat és átvéve a hatalmat.
Asajj Ventress képességei nem kerülik el Dooku gróf figyelmét. Miután a sötét mester kipróbálja Ventress ügyességét, kinevezi a Független Rendszerek Konföderációja egyik parancsnokának. Az egykori Éjnővér mindent megtesz azért, hogy Dooku gróf kedvében járjon, hogy a sith felvegye tanítványának.
A klónháborúk alatt a Galaxis egyik legveszedelmesebb harcosává vált Ventress. Több jedit is sikeresen megölt. Anakin Skywalkernek és Obi-Wan Kenobinak a legfőbb ellenségévé vált.
Darth Sidious félve attól, hogy Ventress ereje és ügyessége egyre csak nő, megparancsolta Dooku grófnak, hogy ölesse meg. A gyilkos terv azonban nem sikerült. Ventress megsebesülve eljutott a Dathomirra, ahol az egykori klánja, az Éjnővérek meggyógyították. Később ő és néhány „húga” elmennek a grófhoz megölni őt, de a terv nem sikerül. Ventress egy ideig fejvadászként dolgozik, de később visszakerül Dooku gróf hatalmába.

## Megjelenése a filmekben, könyvekben és videójátékokban
Asajj Ventress több „Star Wars: A klónok háborúja” című televíziós sorozat részében is szerepel, ezenkívül videójátékokban és képregényekben is látható.

## Fordítás
- Ez a szócikk részben vagy egészben az Asajj Ventress című Wookieepedia-szócikk fordítása. Az eredeti cikk szerkesztőit annak laptörténete sorolja fel.